# Karl Zweymüller
Karl Zweymüller (* 20. April 1941 in Wien) ist ein österreichischer Orthopäde und Hochschullehrer.

## Leben und Wirken
Er studierte nach der Matura am humanistischen Gymnasium in Baden bei Wien Medizin an der Universität Wien. 1967 wurde er Assistent am Institut für Allgemeine und Experimentelle Pathologie in Wien und absolvierte zunächst eine Ausbildung in Allgemeinchirurgie. Die Fachausbildung in konservativer und operativer Orthopädie erfolgte an der Orthopädischen Universitätsklinik Wien unter Karl Chiari. Bereits während dieser Zeit unternahm er zahlreiche Studienaufenthalte an Kliniken in Europa und den USA, darunter 5 Aufenthalte an der Mayo Clinic in Rochester. Seit 1972 beschäftigte er sich mit knochenzementfrei verankerten Hüftgelenken, seit 1973 ist er Facharzt für Orthopädie und orthopädische Chirurgie. 1979 habilitierte er sich mit einer Arbeit über Knochen- und Gelenksersatz mit biokeramischen Endoprothesen, die dabei entwickelte Zweymüller-Prothese ist international renommiert. 1986 wurde er außerordentlicher Professor der Universität Wien. Von September 1991 bis Mai 2006 war er Abteilungsvorstand und Ärztlicher Direktor am Orthopädischen Krankenhaus Gersthof in Wien. Seit Mai 2006 ist er Beauftragter für Qualitätskontrolle für Hüftendoprothetik seitens der Generaldirektion des Wiener Krankenanstaltenverbundes. Marianne Klicka verlieh ihm am 11. Mai 2012 das Goldene Ehrenzeichen für Verdienste um das Land Wien.

## Schriften
- Knochen- und Gelenksersatz mit biokeramischen Endoprothesen. Facultas-Universitätsverlag, Wien 1978, ISBN 3850760537 (zugleich Habilitationsschrift, Wien 1979).
- als Herausgeber: Das zementfreie Hüftendoprothesen-System Zweymüller-Endler. Schwarzenberger Symposium, Wien, 24./25. Mai 1985. Facultas, Wien 1986, ISBN 3-85076-198-3.
- als Herausgeber: 10 Jahre Zweymüller-Hüftendoprothese. II. Wiener Symposium. Huber, Bern u. a. 1990, ISBN 3-456-81903-X.
- als Herausgeber: 15 fünfzehn Jahre Zweymüller-Hüftendoprothese. III. Wiener Symposium. Huber, Bern u. a. 1996, ISBN 3-456-82597-8.
- als Herausgeber: Die Metall-Metall-Paarung SIKOMET. Der BICON-PLUS-Pfanne. Huber, Bern u. a. 1997, ISBN 3-456-82781-4.
  - als Herausgeber: Die Metall-Metall-Paarung SIKOMET. Huber, Bern u. a. 1999, ISBN 3-456-83143-9.
- als Herausgeber: 20 years of Zweymüller hip endoprosthesis. 4th Vienna Symposium. Huber, Bern u. a. 2002, ISBN 3-456-83431-4.